# Chris Carmack
James Christopher Carmack (Washington D.C., 22 de dezembro de 1980) é um ator, cantor e modelo norte-americano. É conhecido por seu papel como Luke no seriado The O.C. (2003-2004), também como Will Lexington da série musical Nashville (2013-2018), e recentemente como Dr. Atticus Lincoln (Dr. Link) no drama médico Grey's Anatomy (2018-presente).

## Biografia
Carmack cresceu numa família com 5 pessoas na suburbana Rockville, estado de Maryland, onde ele adorava jogar todos os tipos de esportes: baseball, basquete, futebol americano e luta greco-romana. Na escola secundária, entretanto, seu foco passou a ser o teatro e ele começou a trabalhar em três produções por ano, em cima ou fora dos palcos, isso sem falar nos diversos festivais de teatro que participou. Carmack  ganhou amor pela atuação e decidiu continuar seu treinamento naquela área na Universidade de Nova Iorque. Carmack também cantor, e adora tocar jazz e blues, os quais toca na guitarra e no saxofone. 

## Carreira
Após de ser descoberto por John Yannella, um olheiro de modelos, ele abandonou a universidade que cursava e decidiu apostar na profissão de modelo, posando para vários anúncios e desfiles de marcas famosas. 
Após dois anos em Nova Iorque, Carmack mudou-se para Los Angeles, para tentar uma carreira como ator, e em menos de um ano, conseguiu um papel na série de drama adolescente The O.C., como Luke Ward, porém participou apenas da primeira temporada. Com a popularidade da série, Carmack viu as portas se abrirem para outros projetos. Em 2004, participou do filme "As Apimentadas - Mandando Ver" como Todd, e do telefilme de ação The Last Ride, como Matthew Rondell. Em 2005, participou do seriado Smallville, e estrelou ao lado de Amanda Bynes o filme S.O.S do Amor, e no mesmo ano estrelou uma produção Broadway. Em 2008, interpretou Tim, o primo de Susan Delfino, na série Desperate Housewives. Carmack interpretou Sam Reide, o personagem principal do filme Efeito Borboleta 3, lançado nos cinemas em janeiro de 2009. Em 2010, participou do telefilme Beauty & the Briefcase, estrelado por Hilary Duff.
Em 2013, Carmack foi escalado para a série musical, Nashville, como um sexy e charmoso cantor country. Ele apareceu nos últimos seis episódios da primeira temporada, e foi promovido a um papel recorrente para a segunda temporada. Consequentemente, Carmack participava das trilhas sonoras do seriado. Em 2014, ele participou da turnê Nashville in Concert, juntamente do elenco da série. No mesmo ano lançou o single "Being Alone".
Em 2018, conseguiu um papel recorrente no drama médico, Grey's Anatomy, interpretando o Dr. Atticus "Link" Lincoln.

## Vida Pessoal
Carmack anunciou seu noivado com Erin Slaver em 2 de março de 2016. Eles se casaram em outubro de 2018. O casal teve uma menina em 30 de agosto de 2016. uma segunda filha nasceu em maio de 2022.

## Filmografia

### Filmes
| Ano  | Título                                   | Papel              | Notas     |
| ---- | ---------------------------------------- | ------------------ | --------- |
| 2004 | Bring It on Again                        | Todd               |           |
| 2004 | The Last Ride                            | Matthew Rondell    | Telefilme |
| 2005 | Candy Paint                              | Jogador de futebol |           |
| 2005 | Love Wrecked                             | Jason Masters      |           |
| 2006 | Just My Luck                             | David Pennington   |           |
| 2007 | Suburban Girl                            | Jed Hanson         |           |
| 2008 | H20 Extreme                              | Austin             |           |
| 2008 | The Butterfly Effect 3: Revelations      | Sam Reide          |           |
| 2009 | Into the Blue 2: The Reef                | Sebastian          |           |
| 2010 | Alpha e Omega                            | Garth              | Dublagem  |
| 2010 | Beauty & the Briefcase                   | Liam               | Telefilme |
| 2010 | Deadly Honeymoon                         | Trevor Forrest     | Telefilme |
| 2011 | Shark Night 3D                           | Dennis             |           |
| 2011 | Grace                                    | Dylan Doran        | Telefilme |
| 2012 | A Christmas Wedding Date                 | Chad               | Telefilme |
| 2012 | All About Christmas Eve                  | Aidan Green        | Telefilme |
| 2012 | Dark Power                               | Durant             |           |
| 2013 | Alpha and Omega 2: A Howl-iday Adventure | Garth              | Dublagem  |
| 2015 | The Dust Storm                           | David              |           |

### Televisão
| Ano           | Título                   | Papel                        | Notas                                                          |
| ------------- | ------------------------ | ---------------------------- | -------------------------------------------------------------- |
| 2001          | Strangers with Candy     | Laird                        | Episódio "Insivible Love"                                      |
| 2001          | Player$                  | Ele mesmo                    |                                                                |
| 2003          | The Sharon Osbourne Show | Ele mesmo                    |                                                                |
| 2003          | Soap Talk                | Ele mesmo                    |                                                                |
| 2003-2004     | The O.C.                 | Luke Ward                    | 28 Episódios                                                   |
| 2004          | Beach Girls              | Cooper Morgenthal            | 6 Episódios                                                    |
| 2004          | Smallville               | Geoff Johns                  | Episódios "Recruit"                                            |
| 2005          | Jake in Progress         | Jared Rush                   | Episódio "Ubusy?"                                              |
| 2005-2006     | Related                  | Alex Brody                   | 11 Episódios                                                   |
| 2007          | CSI: Miami               | Cole Telford                 | Episódio "Kill Switch"                                         |
| 2007          | Higglytown Heroes        | Referee Hero                 | Episódio "Little Big Fish / Good Sports"                       |
| 2008          | Desperate Housewives     | Tim                          | Episódio "Sunday"                                              |
| 2008          | CSI: NY                  | Colby Duncan                 | Episódio "Forbidden Fruit"                                     |
| 2009          | NCIS                     | Kevin Nelson                 | Episódio "Love & War"                                          |
| 2009          | Drop Dead Diva           | Brian                        | Episódio "Crazy"                                               |
| 2013-2018     | Nashville                | Will Lexington               | 92 Episódios                                                   |
| 2018-presente | Grey's Anatomy           | Dr. Atticus Lincoln ''Link'' | Elenco Recorrente (15ª Temporada) Elenco Regular (16-presente) |